# Elizabeth Norberg-Schulz
Elizabeth Norberg-Schulz (Oslo, 27 gennaio 1959) è un soprano norvegese naturalizzato italiano.

## Biografia
Figlia dell'architetto norvegese Christian Norberg-Schulz e della traduttrice e scrittrice Anna Maria de Dominicis, ha studiato canto con Anne Brown, nonché pianoforte, balletto e teatro.  Dal 1974 ha studiato al Conservatorio di Santa Cecilia a Roma, dapprima pianoforte e quindi canto con Rosina Vedrani Laporta, si è diplomata in pianoforte nel 1978 e in canto nel 1982. Ha studiato anche con John Shirley-Quirk, Peter Pears, e per qualche anno con Elisabeth Schwarzkopf.
Dal 2005 insegna canto e interpretazione all'Università di Stavanger in Norvegia.
È sposata col direttore d'orchestra Vittorio Bonolis con cui ha un figlio.

## Repertorio
- Gilda – Rigoletto (Verdi)
- Lucia – Lucia di Lammermoor (Donizetti)
- Manon Lescaut – Manon (Massenet)
- Mimì – La bohème (Puccini)
- Pamina – Die Zauberflöte (Il flauto magico) (Mozart)
- Susanna – Le nozze di Figaro (Mozart)
- Zerlina – Don Giovanni (Mozart)

## Premi e onorificenze
- Mozart Wettbewerb, Salisburgo.
- Sperimentale, Spoleto.
- Premio Grieg dell'Accademia Grieg di Oslo, 1993.
- Premio Minerva, 2004.
- Premio Verdi, 2006.
- Cavaliere dell'Ordine di Sant'Olaf, 2004, nominata dal Re Harald V di Norvegia.
- Commendatore della Repubblica, 2006.